# أديم باطن
الأديم الباطن (بالإنجليزية: endoderm) وهو مشابه نسبيًا للأديم الظاهر وكذلك الأديم المتوسط، وهو عبارة عن ورقة أو صفحة داخلية جنينية عند بعض الكائنات متعددة الخلايا، حيث أنه يتشكل عند مرحلة المعيدة. كما أنه يقوم بالوظائف الغذائية عند الجنين. بصفة عامة، يلعب الأديم الباطن دورا مهما في ولادة وتشكل الأعضاء الذاخلية، كذلك الأمر بالنسبة للثدييات، فالأديم الباطن يعطي ولادة أعضاء الهضم وكذلك النسيج الطلائي الذي يفترش ويورق الجهاز الهضمي وأعضاء التنفس.
في بيولوجيا النبات، الأديم الباطن يوافق الجزء الأكبر الداخلي للحاء سيقان النبات الفتية وكذلك الجذور الفتية التي تتكون من غشاء خلوي واحد. وعندما تكبر النبتة يصبح الأديم الباطن متخشبا أكثر.

## الأديم الباطن الأولي
الأديم الباطن الأولي هو واحد من بين طبقتان خلويتان مشتقتان من الكتلة الخلوية الداخلية.
عندما يكتسب الأديم الباطني الأولي محاور عرضية من الطبقة الأكثر باطنية، تصبح الطبقة الأخرى والتي هي الأديم الخارجي أولية.
هتان المجموعتان الخليوتان المشتقتان من الكتلة الخلوية الداخلية، يشكلان حدود طبقة الكيس المحي الأولي انطلاقا من التجويف الأريمي، كذلك الطبقة الثانية والتي تُحِدُّ أيضا الكيس المحي الثانوي انطلاقا من الكيس المحي الأولي، حيث تفضي إلى تحرير وانتكاس جزء من هذا الكيس.
يتنم تعويض الأديم الباطن بأول خلية مهاجرة والتي مصدرها الأديم الخارجي الأولي خلال مرحلة المعيدة والتي تشكل الأديم الداخلي.

## الأديم الباطني النباتي

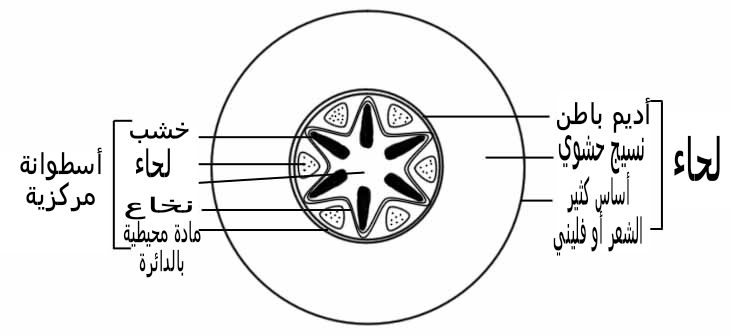

يلعب الأديم الباطن دورا مهما خاصة في الدفاع عن الجذور. بل أكثر من ذلك، فهذا النسيج يراقب ذخول وخروج الماء وكذلك المواد المعدنية على مستوى الإسطوانة المركزية لساق وجذر النبات، يتعلق الأمر إذن بالجزء الداخلي، وهناك عدة أمثلة على هذا على غرار حدوة الفرس. إن أغشية كل هذه الأديمات الباطنية تشكل شريط كاسبري، في حين أنه من الضروري على باقي العناصر التي تود الدخول والخروج على مستوى الأسطوانة المركزية من المرور على الغشاء الخلوي والذي يتمتع بقدرة عالية على الترشيح ومن ثم المغادرة عن طريق الممر الخلوي الغشائي الأولي. وفي حالة الأديم الباطني المتعلق بحدوة الفرس، هناك خلايا نقل ما بين الأديمات الباطنية تسمى خلايا النقل.

## صور إضافية

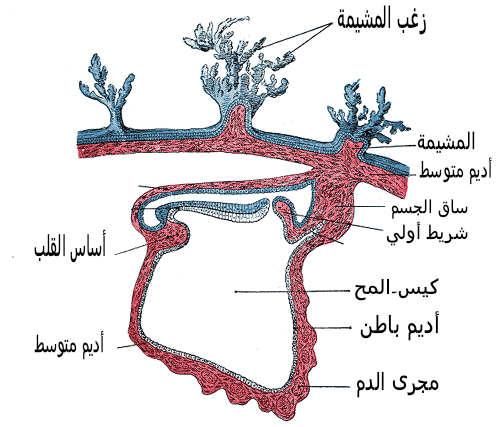
مكونات الأديم الباطن
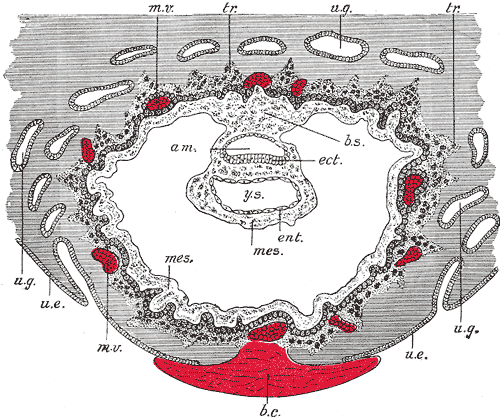
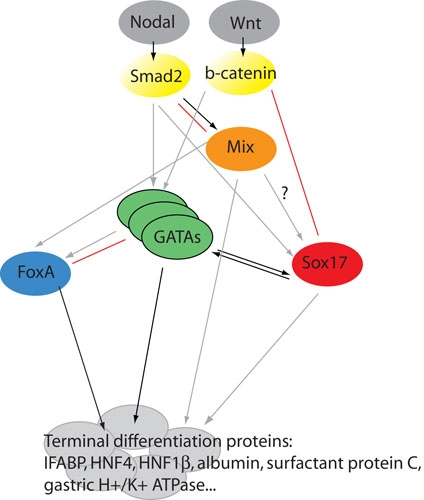